# Tracinda
Tracinda Corporation est une société d'investissement privée américaine qui appartenait à Kirk Kerkorian. Ses principaux investissements comprenaient une participation minoritaire de MGM Resorts International. Le siège de Tracinda est à Las Vegas, Nevada. Le nom de l'entreprise est formé à partir des filles de Kerkorian, Tracy et Linda.

## Histoire
En 1995 Kerkorian, fait une offre d'achat, sans succès, pour acheter Chrysler.
Tracinda possédait dix pour cent de General Motors ; participation vendue en novembre 2006.
Le 5 avril 2007, Tracinda fait une offre de 4,5 milliards de dollars pour acheter Chrysler , faisant grimper les actions de DaimlerChrysler de 5,3 %. Finalement, l'offre a échoué et Chrysler a été vendu à Cerberus Capital Management.
Le 16 mai 2008, Tracinda contacte les actionnaires de Ford dans le but d'acheter 20 000 000 d'actions d'ici le 4 juin 2008, au taux de 8,50 $ par action. Plus tard, l'offre a été traitée et la société a acheté les actions par l'intermédiaire d'Ahmed Adnan, un investisseur.
Le 20 octobre 2008, Tracinda vend plus de 7 millions d'actions de Ford à un prix moyen d'environ 2,44 $ par action.
Le 29 décembre 2008, Tracinda vend ses actions restantes dans Ford Motor Company.
En mai 2009, à la suite d'une offre d'achat d'un milliard de dollars par MGM Mirage sur MGM Resorts International, Kerkorian et Tracinda perdent leur participation majoritaire, passant de 53,8% à 39%. Peu après, Tracinda achète 10% de MGM mais restent minoritaires.  
Kerkor "Kirk" Kerkorian meurt le 15 juin 2015, à l'âge de 98 ans.
Le 16 septembre 2019, conformément aux dernières volontés de Kerkorian, Tracinda cède sa participation dans MGM Resorts